# Irtványos
Koordináták: é. sz. 48° 26′ 05″, k. h. 18° 48′ 03″48.434839°N 18.800911°E
Irtványos (1890-ig Kopanicza, szlovákul: Kopanice) Hodrushámor településrésze, 1980-ig önálló község Szlovákiában, a Besztercebányai kerületben, a Zsarnócai járásban.

## Fekvése
Selmecbányától 10 km-re délnyugatra fekszik. Egyike Hodrushámor három kataszteri területének, területe 9,2205 km².

## Története
Irtványost 1352-ben említik először. Saskő várának tartozéka volt, majd a 15. század második felétől Revistye várának tartozéka. Főként mezőgazdasági jellegű település volt, de lakói erdei munkákat is végeztek. 1573-ban a török dúlta fel a községet. 1676-tól a selmecbányai bányászati kamara faluja volt. 1833-ban és 1919-ben tűzvész pusztított. 1944-ben a község több lakosa csatlakozott a Szlovák Nemzeti Felkeléshez.
Alsóhámorhoz csatolták és vele együtt Hodrushámor része lett. A trianoni békeszerződésig Bars vármegye Garamszentkereszti járásához tartozott.
1920-tól 1946-ig hivatalos szlovák neve Kopanica, azóta Kopanice.

## Népessége
1910-ben 410, túlnyomórészt szlovák lakosa volt
2001-ben Hodrushámor 2344 lakosából 2189 szlovák volt.

## Nevezetességei
- Evangélikus temploma 1858-ban épült.
- A Szent Kereszt Felmagasztalása tiszteletére szentelt katolikus temploma pedig 1804-ben épült.

## Külső hivatkozások
- Hivatalos oldal
- Községinfó